# Gunterita
La gunterita és un mineral de la classe dels òxids. Rep el nom en honor del doctor Mickey Eugene Gunter (n. 1953), professor de mineralogia a la Universitat d'Idaho, especialment conegut pels seus estudis en mineralogia òptica i mineralogia dels minerals d'amiant.

## Característiques
La gunterita és un vanadat de fórmula química Na₄Ca(V₁₀O₂₈)(H₂O)₂₀. Va ser aprovada com a espècie vàlida per l'Associació Mineralògica Internacional l'any 2011. La fórmula original amb la que va ser aprovada, Na₄(H₂O)₁₆(H₂V₁₀O₂₈)∙6H₂O, va ser redefinida l'any 2021 per l'actual. Cristal·litza en el sistema monoclínic. La seva duresa a l'escala de Mohs és 1.
Les mostres que van servir per a determinar l'espècie, el que es coneix com a material tipus, es troben conservades al Museu d'Història Natural del Comtat de Los Angeles, a Los Angeles (Califòrnia) amb els números de catàleg: 63506 i 63507.

## Formació i jaciments
Va ser descoberta a la mina West Sunday, situada al districte miner de Slick Rock, dins el comtat de San Miguel (Colorado, Estats Units). També ha estat descrita a les properes mina Sunday i mina Burro. Totes aquestes mines del districte miner de Slick Rock són els únics indrets a tot el planeta on ha estat descrita aquesta espècie mineral.